# Банну
Банну (урду بنوں‎, Баннун; англ. Bannu) — город в Пакистане, столица одноимённого округа. Город находится в провинции Хайбер-Пахтунхва, граничит с округом Южный Вазиристан. Население — 50 991 чел. (на 2010 год).

## История
В начале V века через город проходил монах-паломника Фасянь из Китая. Выйдя из Хайбера, он проходил через страну Бана (跋那國), где нашёл 3000 буддийских монахов "малой колесницы."
12 января 2011 года в городе произошёл крупный террористический акт. Террорист-смертник припарковал автомобиль начинённый взрывчаткой возле полицейского участка, в результате взрыва погибло 17 полицейских, ещё 50 получили ранения.
13 января 2011 года в Банну произошло ещё одно нападение на полицейских. В результате взрыва бомбы погибло 3 человека, 5 получили ранения. Ответственность за оба нападения взяли на себя бойцы движения Талибан.
19 января 2014 года в Банну во время прохождения автомобильной колонны ВС Пакистана произошёл взрыв. В результате теракта погибли 20 военнослужащих, более 30 получили ранения..

## Население
По результатам переписи 1998 года в городе проживало 46 896 человек.